# André Morvan
Pour les articles homonymes, voir Morvan (homonymie).
André Morvan, né le 23 novembre 1953, est un dessinateur de presse français.
Il fait ses premiers pas dans l'hebdomadaire Le Trégor puis, son succès grandissant, il est admis au Télégramme,, grand quotidien régional.